# Dương Hòa, Hương Thủy
Dương Hòa là một xã thuộc thị xã Hương Thủy, thành phố Huế, Việt Nam.

## Địa lý
Xã Dương Hòa có diện tích 261,61 km², dân số năm 2013 là 1.794 người, mật độ dân số đạt 7 người/km².

## Hành chính
Xã Dương Hòa được chia thành 5 thôn: Buồng Tằm, Hạ, Hộ, Khe Sòng, Thanh Vân.

## Lịch sử
Ngày 30 tháng 11 năm 2024:
- Quốc hội ban hành Nghị quyết số 175/2024/QH15[3] về việc thành lập thành phố Huế trực thuộc trung ương trên cơ sở toàn bộ diện tích và dân số tỉnh Thừa Thiên Huế (nghị quyết có hiệu lực từ ngày 1 tháng 1 năm 2025).
- Ủy ban Thường vụ Quốc hội ban hành Nghị quyết số 1314/NQ-UBTVQH15[4] về việc sắp xếp đơn vị hành chính cấp huyện, cấp xã của thành phố Huế giai đoạn 2023 – 2025 (nghị quyết có hiệu lực từ ngày 1 tháng 1 năm 2025). Theo đó, xã Dương Hòa thuộc thị xã Hương Thủy.